# Sillage (jeu)
Pour les articles homonymes, voir Sillage.
Sillage est un jeu de société créé par Patrick Renault en 2003 et édité par Darwin Project.

## But du Jeu
Le but du jeu est de marquer le plus de points.
Pour ce faire, le joueur doit installer des populations aliens sur des planètes. Cela est possible s'il rassemble autant d'influence en technologie, biologie et diplomatie - respectivement représentées par des sphères rouges, bleues et jaunes - que requis par la planète.
Son adversaire quant à lui peut empêcher la collecte de ces influences.
Chaque joueur peut, à son tour, soit augmenter ses niveaux d'influence, soit empêcher son adversaire de le faire.

## Matériel
Toutes les cartes présentent une illustration issue de la BD Sillage :
- 55 cartes « action »
- 20 cartes « poukram »
- 10 cartes « planète »
- 25 cartes « alien »
- 1 silhouette de Nävis

### Cartes Planète
Ces cartes définissent le monde sur lequel doit être installé votre peuple alien
- Type de monde :
  - Forestier
  - Troglodyte
  - Aquatique
  - Gelé
  - Tempéré
- Nombre de points de technologie requis
- Nombre de points de biologie requis
- Nombre de points de diplomatie requis

### Cartes Alien
Ces cartes définissent le type d'alien que vous devez installer sur votre planète
- Nom de la population alien : Hottard
- Nombre de points que rapporte la population lorsqu'elle est installée : les hottards rapportent 1 point
- Nombre de points que rapporte la population lorsqu'elle est installée sur une planète d'une type spécifique : les hottards installés sur un monde troglodyte rapportent 2 points

### Cartes Action
Ces cartes augmentent l'influence en technologie, biologie ou diplomatie. Une action peut leur être associée.
- Nom de l'action : « Vengeance »
- Action (facultatif) : Pour chaque carte action défaussée le joueur pioche 2 cartes « poukram »
- La couleur de départ de la carte action. Lorsqu'une carte action est jouée, elle rapporte 1 point d'influence de son type de départ : technologie, biologie ou diplomatie

### Cartes Poukram
Ces cartes sont les bâtons à mettre dans les roues de l'adversaire
- Nom de la carte : « Trahison »
- Action associée : permet de récupérer une carte Action (donc influence) de l'adversaire et de l'ajouter à sa propre main.

## Déroulement du jeu
1. Au début de la partie les joueurs choisissent le nombre de planètes à coloniser (cela permet de limiter la durée de la partie).
2. Les joueurs tirent au sort qui commence. Le vainqueur prend la silhouette de Nävis.
3. Chaque joueur pioche une carte Planète ainsi qu'une carte Alien. Chaque joueur connait donc le nombre de compétences de technologie, biologie et diplomatie requises pour coloniser sa planète ainsi que le nombre de points que peut rapporter la colonisation.
4. Les joueurs constituent leur main de départ en piochant 3 cartes Poukram et 3 cartes Action. Le joueur ayant la silhouette pioche une carte Poukram ou Action supplémentaire.
5. La partie peut maintenant commencer. Le tour de chaque joueur est symbolisé par la silhouette de Nävis qu'ils se transmettent à tour de rôle.
  1. Le joueur lors de son tour choisit de jouer ou de se défausser d'une carte Action' ou Poukram
  2. Une fois la carte jouée ou défaussée, il passe la silhouette de Nävis au joueur suivant.
6. Lorsque les joueurs n'ont plus de carte en main, on regarde si le niveau d'influence de chaque type requis par la planète est atteint.
  1. Si les trois niveaux (technologie, biologie et diplomatie) d'influence sont atteints, la planète est colonisée par la population alien du joueur. Le joueur marque donc le nombre de points correspondant au type d'alien et de planète colonisée.
  2. Si un des trois niveaux n'est pas atteint, la planète n'est pas colonisée. Le joueur ne marque pas de point.
7. On peut revenir à l'étape 2 et ainsi de suite jusqu'à ce que le nombre de planètes à coloniser défini en '1' soit atteint.
8. Le vainqueur est le joueur ayant marqué le plus de points.